# معركة دار الرئاسة بصنعاء (2015)
 معركة دار الرئاسة اليمنية  هي اشتباكات مسلحة بين ميليشيات أنصار الله بقيادة عبد الملك الحوثي وقوات الحرس الرئاسي في العاصمة اليمنية صنعاء، وقعت المواجهات بعد يومين من اختطاف أحمد عوض بن مبارك وتهديد الجماعة بـ«سلسلة إجراءات خاصة». بدأت الاشتباكات صباح يوم الإثنين 19 يناير 2015، واستمرت إلى مساء اليوم التالي باقتحام الحوثيين لدار الرئاسة. ووصف قائد الحرس الرئاسي اللواء صالح الجعيملاني ما يقوم به الحوثيون بالانقلاب. كان طارق محمد عبد الله صالح، ابن أخ الرئيس صالح، القائد السابق لما كان يُعرف بالحرس الرئاسي الخاص الذي كان جزئاً من الحرس الجمهوري.
تعتبر المعركة أول مواجهات مباشرة للحوثيين مع قوات نظامية تأتمر بأمر القائد الأعلى للقوات المسلحة الرئيس عبد ربه منصور هادي، إذ أن معظم معارك الحوثيين السابقة كانت مع ألوية وميليشيات تابعة لحزب التجمع اليمني للإصلاح. ووفقاً لنادية السقاف، وزيرة الاعلام اليمنية، هناك طرف ثالث يحاول تأجيج الوضع وهم الحرس الجمهوري المُنحل رسمياً عام 2012، وقالت الوزيرة ان ما يٌنشر على قناة اليمن ووكالة سبأ للأنباء لا يمثل الحكومة، في إشارة لسيطرة جماعة أنصار الله عليهما.

## خلفيه
سيطرت جماعة أنصار الله على صنعاء بعد أربعة أيام من المعارك مع قوات علي محسن الأحمر في 21 سبتمبر 2014. أعقب ذلك تمدد الحوثيين في محافظة إب والحديدة والبيضاء، وعمليات اقتحام لوزارات ومؤسسات حكومية تستهدف إزالة أعضاء حزب التجمع اليمني للإصلاح بذريعة مكافحة الفساد في اليمن، ومكافحة الفساد لديهم تعني إزالة الموالين لعلي محسن الأحمر وحزب التجمع اليمني للإصلاح الذين عينوا في مناصبهم بطريقة مشابهة واستبدالهم، بموالين لهم أو أعضاء من حزب المؤتمر الشعبي العام بقيادة علي عبد الله صالح.
سرعان ما تغيرت لهجتهم اتجاه الرئيس عبد ربه منصور هادي واتهمه عبد الملك الحوثي في أكثر من خطاب بحماية الفساد ودعم الإرهاب، لم يقدم الحوثي دلائل تدعم اتهاماته. في 15 يناير 2015، قدم صالح الصماد، مستشار الرئيس عبد ربه منصور هادي عن جماعة أنصار الله، استقالته وعدم تدخله بأي إشكال متعلق بـ«فرض الشراكة». وانسحب ممثلي الجماعة وحزب المؤتمر الشعبي العام عن جلسة تسليم مسودة الدستور. مشيرين إلى ماوصفوه بالـ«تجاوزات» في جلسات مناقشة المسودة.
واختطفوا - أوقفوا حسب بياناتهم - مدير مكتب رئيس الجمهورية أحمد عوض بن مبارك في 17 يناير 2015 متهمينه بالفساد المالي والإداري وتمرير مسودة الدستور دون توافق على مسألة شكل الدولة مهددين بسلسلة «اجراءات خاصة». ويقول الحوثيون أن أحمد عوض بن مبارك وعبد ربه منصور هادي أرادا فرض خطة التقسيم الفيدرالية المقترحة من ستة أقاليم، وتحدث محمد عبد السلام، الناطق الرسمي باسم جماعة أنصار الله، عن اعتراض جماعته على الاقتراح واعتبره خطراً على وحدة اليمن ونسيجها الاجتماعي.

## الاشتباكات
رغم أن أنصار الله اتهموا قوات الحرس الرئاسي بافتعال الاشتباكات، شوهدت أعداد كبيرة من ميليشياتهم في صنعاء ليلة 18 يناير 2015، موزعين على مداخل ومخارج المدينة وتزايدت أعداد مركباتهم عن العادة في تلك الليلة، وهو مايفصح عن نواياهم واستعدادهم للمعركة. اندلعت الاشتباكات صباح يوم الاثنين 19 يناير 2014، في محيط دار الرئاسة وجوار مبنى الأمن السياسي واستخدمت الأسلحة الثقيلة والمتوسطة خلال القصف المتبادل. ليس من الواضح بعد مالذي أدى إلى اندلاع الاشتباكات وتجول الحوثيون بمكبرات صوتية داعين المدنيين إلى إخلاء منازلهم لإن «الجيش الخائن يقوم بقصفهم» وفقا لشهود عيان. وقالت سفيرة المملكة المتحدة جين ماريوت أنها تعمل للوصول إلى اتفاق لايقاف اطلاق النار والعودة إلى المفاوضات. في ظهر 19 يناير، وصل ممثلي أنصار الله ورئيس الوزراء خالد بحاح إلى مقر الرئاسة لبحث وقف إطلاق النار، إلا أن أحد أعضاء أنصار الله البارزين قال أن المباحثات غير مثمرة. وأُطلق الرصاص على سيارة رئيس الوزراء خالد بحاح بعد خروجه من دار الرئاسة.
استمرت الاشتباكات إلى العصر من نفس اليوم، وسيطر أنصار الله على إحدى التباب المطلة على القصر الرئاسي على ما أعلن أحد عناصرهم، وشكلت لجنة مكونة من وزيري الدفاع والداخلية وعنصرين من المكتب السياسي لأنصار الله. أوضح وزير الداخلية جلال الرويشان أن اللجنة التي تضم في عضويتها كل من وزير الدفاع محمود الصبيحي ووزير الداخلية وقائد قوات الأمن الخاصة إضافة إلى كل من مهدي المشاط والشيخ دغسان أحمد دغسان باشرت عملها في متابعة وقف إطلاق النار في مختلف الأماكن. وفقا لمصادر حكومية، قتل في الاشتباكات 8 أشخاص وجرح 31 وفقا لوزيرة الإعلام. شهود عيان يرجحون أن يكون عدد القتلى أكبر من ذلك. وحاصر الحوثيون مسائاً القصر الجمهوري الذي يقيم فيه رئيس الوزراء، وأعلن إغلاق السفارة المصرية بصنعاء وجميع الملاحق التابعة لها.
في 20 يناير وبعد اشتباك لفترة قصيرة مع قوات الجيش سيطر الحوثيين على مجمع دار الرئاسة بصنعاء الذي يشمل عدة معسكرات للجيش، ووصف قائد قوات الحماية الرئاسية العميد صالح الجعيملاني بأن ما يجري هو «محاولة انقلاب»، بالرغم من ذلك قال متحدث باسم الحوثيين انهم لا ينوون استهداف الرئيس أو مقر اقامته. ولكن علي القحوم، وهو عضو بالمكتب السياسي لأنصار الله، برر سيطرتهم على دار الرئاسة الذي يضم معسكرات للجيش، لمنع نهبها من قبل بعض الضباط. وهو منطق غريب، فالحوثيين «يحمون» أسلحة الجيش من أن «تُنهب» من قبل المخولين باستخدامها.
قالت وزيرة الاعلام نادية السقاف أن أنصار الله سيطروا على التلفزيون الحكومي ووكالة سبأ للأنباء، واعتبرت ذلك خطوة نحو الانقلاب واستهدافا لشرعية الدولة. أُطلق النار على سيارة تابعة للسفارة الأميركية بصنعاء. وتداولت أنباء عن استعداد بارجات أميركية لاخلاء طاقم السفارة ماتطلب الأمر ذلك.
في مساء 20 يناير 2015، ألقى عبد الملك الحوثي خطاباً طالب فيه بأربعة نقاط:
1. سرعة تصحيح وضع الهيئة الوطنية لمراقبة مخرجات الحوار قبل أن تمارس أي مهمة.
2. سرعة تهذيب مسودة الدستور وحذف كل المخالفات.
3. تنفيذ الشراكة الوطنية التي التزم بها الجميع.
4. الدخول الفوري في معالجة الخطر الأمني الذي تعانيه البلاد ومعالجة الاوضاع في محافظة مأرب.

## استجابة الرئيس لمطالب الحوثي
توصل اجتماع عقده الرئيس هادي مع مستشاريه ولجنة مأرب على مدى يومين للاتفاق على مايلي :-
- الدستور: مسودة قابلة للتعديل والحذف والتهذيب والإضافة من قبل الهيئة الوطنية للرقابة على تنفيذ مخرجات الحوار الوطني، وحذف وإضافة أي نصوص في المسودة لم تتضمنها وثيقة مخرجات الحوار الوطني.
- مسودة الدستور خاضعة للتوافق بين كافة المكونات وفي حالة عدم التوافق يرفع الأمر للأخ رئيس الجمهورية وهيئة رئاسة الهيئة الوطنية للرقابة على تنفيذ مخرجات الحوار، بعد تصحيح وإقرار اللائحة الداخلية للهيئة الوطنية وفقاً لإتفاق السلم والشراكة.
- يتم التأكيد في مسودة الدستور على أن اليمن دولة اتحادية طبقاً لمخرجات الحوار الوطني.
- توسيع العضوية في مجلس الشورى اليمني خلال مدة اقصاها اسبوع واحد وفقاً لمخرجات الحوار.
- لأنصار الله والحراك الجنوبي السلمي وبقية المكونات السياسية المحرومة من الشراكة في مؤسسات الدولة حق التعيين في كل مؤسسات الدولة بتمثيل عادل وفقاً لما تضمنته وثيقة الحوار الوطني وإتفاق السلم والشراكة وتبدأ عملية اتخاذ إجراءات التعيين طبقاً لما ورد أعلاه بصورة فورية.
- فيما يتعلق بمحافظة مأرب على اللجنة الوزارية تقديم تقريرها للرئيس وإصدار قرارات وفقاً لاتفاق السلم والشراكة والملحق الأمني خلال اسبوع.
- على ممثلي المكونات السياسية الموقعة على اتفاق السلم والشراكة وضع آلية تنفيذية لتطبيق الشراكة في مؤسسات الدولة ويرفع للأخ الرئيس للتنفيذ خلال اسبوعين.

تلتزم ميليشيات انصار الله بالآتي:-
- الإطلاق الفوري لأحمد عوض بن مبارك.
- سحب اللجان الشعبية من:
  - المواقع المطلة على منزل رئيس الجمهورية.
  - دار الرئاسة والقصر الجمهوري الذي يسكن فيه رئيس الوزراء.
  - معسكر الصواريخ.
  - كافة النقاط المستحدثة من قبل انصار الله يوم 19 يناير 2015

تطبيع الأوضاع في العاصمة على النحو الآتي:-
- عودة الحكومة وكافة مؤسسات الدولة إلى ممارسة عملها بصورة سريعة.
- دعوة كافة موظفي الدولة والقطاع العام والمختلط إلى العودة إلى اعمالهم وكذا فتح المدارس والجامعات.
- تقوم اللجنة الأمنية بالتنسيق مع الأخوة اللجان التابعة لأنصار الله تنفيذ ذلك.

## ردود الفعل

### مجلس الأمن
عبرت الأمم المتحدة عن قلقها البالغ وإدانتها للهجوم على دار الرئاسة واختطاف أحمد عوض بن مبارك وشددت على شرعية عبد ربه منصور هادي كرئيس للبلاد وجاء في البيان الصادر 20 يناير 2015 :
ويؤكد أعضاء مجلس الأمن أن الرئيس عبد ربه منصور هادي هو السلطة الشرعية بناء على نتائج الانتخابات وشروط مبادرة مجلس التعاون الخليجي وآليتها التنفيذية. ويؤكد أعضاء مجلس الأمن على جميع الأطراف والجهات الفاعلة السياسية في اليمن وجوب الوقوف مع الرئيس هادي ورئيس مجلس الوزراء بحاح، لتحقيق الاستقرار والأمن. ويحث أعضاء مجلس الأمن جميع الأطراف في اليمن على حل خلافاتهم من خلال الحوار و التشاور، و رفض أعمال العنف لتحقيق أهداف سياسية، والامتناع عن الاستفزازات، والالتزام الكامل بالقرارات 2014 (2011) ، 2051 (2012 ) و 2140 ( 2014). في هذا الصدد، على أعضاء مجلس الأمن تقديم الدعم الكامل للمساعي الحميدة للمستشار الخاص للأمين العام جمال بنعمر، وكذلك دول مجلس التعاون الخليجي ومبادرات الدول العشر.
يدين أعضاء مجلس الأمن اللجوء إلى العنف في الأيام الأخيرة، بما في ذلك استخدام الاختطاف، ويدعو جميع الأطراف في اليمن للالتزام بالحوار والتشاور. على وجه الخصوص، يدين أعضاء مجلس الأمن الهجوم في 19 كانون الثاني ضد القصر الرئاسي في صنعاء و رفض مثل هذه الجهود عنيفة لتقويض مؤسسات الحكومة الشرعية في اليمن. ويدعو أعضاء مجلس الأمن كذلك جميع الأطراف إلى ضبط النفس في مأرب وحل خلافاتهم سلميا من خلال اللجنة الرئاسية وبدعم من مكتب المستشار الخاص للأمين العام بشأن اليمن.

### الولايات المتحدة
وزير الخارجية الأميركي جون كيري قال بأنه يفهم أن حكومة الرئيس عبد ربه منصور هادي ستقبل بمطالب الحوثيين إن لم تكن كلها، وأنهم يعرفون أن الحوثيين لا يزالون يعترفون بعبد ربه منصور هادي رئيسا للبلاد. وتحدث عن اجتماع مرتقب مع الرئيس لمعرفة وجهة نظره عن الوضع الحالي. مسؤول في وزارة الخارجية الأميركية أرسل إيميلاً إلى مجلة فورين بوليسي :